# Rimelia diffractaica
Rimelia diffractaica är en lavart som först beskrevs av Essl., och fick sitt nu gällande namn av Hale & A. Fletcher. Rimelia diffractaica ingår i släktet Rimelia och familjen Parmeliaceae.   Inga underarter finns listade i Catalogue of Life.